# الانتخابات الإسبانية العامة 1898
جرت الانتخابات الاسبانية العامة لسنة 1898 يوم الأحد 27 مارس ويوم الأحد 26 أبريل 1898 لانتخاب ثامن برلمان عودة البوربون لمملكة اسبانيا. وجرت الانتخابات لجميع مقاعد مجلس النواب ال 401، بالإضافة إلى 180 مقعد من مقاعد مجلس الشيوخ ال 360.

## نظرة عامة
حافظ دستور 1876 على ابقاء إسبانيا ملكية دستورية ومنح الملك سلطة تسمية أعضاء مجلس الشيوخ وإلغاء القوانين، بالإضافة إلى لقب القائد العام للجيش. كما أن للملك دورا رئيسيا في «نظام تداول السلطة» (بالإسبانية: turno pacífico)‏ من خلال تعيين وإسقاط الحكومات والسماح للمعارضة بالاستيلاء على السلطة. وفي ظل هذا النظام تمكن الحزبان المحافظون والليبراليون من تداول السلطة عن طريق تزوير الانتخابات التي حققوها من مرشحيها الذين يحظون بتأييد الحكومة (بالإسبانية: encasillado)‏ باستخدام الروابط بين وزارة الداخلية والحكام المدنيين في المقاطعات مع الزعماء المحليين (بالإسبانية: cacique)‏ لضمان النصر واستبعاد الأحزاب الصغيرة من تقاسم السلطة معهم.

## النظام الانتخابي
شكلت الهيئة التشريعية الإسبانية للكورتيس في وقت انتخابات 1898 من مجلسين:
- مجلس عموم وهو مجلس النواب.
- مجلس الأعيان وهو مجلس الشيوخ.

وكان هذا البرلمان من مجلسين نظام متكامل تقريبا، حيث أنشئ المجلسان بوصفهما «هيئات تشريعية مشتركة». ولكليهما وظائف تشريعية ومهام تتعلق بالرقابة والميزانية ويتقاسمان سلطات متساوية باستثناء قوانين التبرعات والدين العام، حيث يكون للكونغرس الأولوية. والتصويت على أساس حق الاقتراع العام للذكور فوق 25 عاما وأن يكون قد أقام سنتين على الأقل في البلدية التي يحق له التصويت فيها. وفي الوقت نفسه، فإن للذكور العلمانيين الذين تزيد أعمارهم عن 25 سنة ويتمتعون بكامل الحقوق المدنية فهم مؤهلون للكونغرس.
خصص لمجلس النواب 88 مقعدا ل 26 دائرة انتخابية متعددة الأعضاء، ومنح حق التصويت الكتلوي الجزئي للمقاعد 313 المتبقية بنظام الجولة الأولى من جولتين في الدوائر ذات العضو الواحد. وبدلا من التصويت للأحزاب سيصوت الناخبون للمرشحين الأفراد. وفي المقاطعات التي تنتخب من مقعد إلى أربعة مقاعد يمكن للناخبين التصويت لمرشحين أقل بواحد من المقاعد التي يتعين شغلها؛ في المقاطعات التي لديها من خمس إلى ثمانية مقاعد، سيكون التصويت أقل بإثنين؛ و3 أصوات أقل في الدوائر الانتخابية متعددة الأعضاء التي تنتخب أكثر من ثمانية مقاعد. ويعتبر المرشحين ناجحين إذا نالوا أكثر عدد من الأصوات الدائرة الانتخابية. ويتحدد العدد الإجمالي للمقاعد حسب عدد السكان، أي مقعد واحد لكل 50,000 نسمة. ولكل دائرة انتخابية متعددة الأعضاء عدد ثابت من المقاعد: 8 في مدريد و5 في برشلونة وبالما دي مايوركا و4 في إشبيلية و3 في أليكانتي والمرية وباداخوز وبورغوس وكاديز-سان فيرناندو وكارتاخينا-توتانا وقرطبة ولا كورونيا وغرناطة وخاين وشريش - شلوقة - أركوس ولوغو ومالقة ومرسية وأوفييدو وبنبلونة وسانتاندر وطراغونة وتينيريفي وبلنسية وبلد الوليد وسرقسطة. وينص القانون أيضا على إجراء انتخابات تكميلية لملء المقاعد الشاغرة في جميع أنحاء السلطة التشريعية.
وبالنسبة لمجلس الشيوخ فقد نص دستور 1876 على انتخاب 180 عضوا من أعضاء مجلس الشيوخ انتخاب غير مباشر حيث يصوت الناخبون للمندوبين بدلا من أعضاء مجلس الشيوخ. ويصوت المندوبون المنتخبون -مايعادل عددهم إلى سدس أعضاء المجالس في كل مؤسسة بلدية- بعد ذلك لصالح أعضاء مجلس الشيوخ باستخدام نظام التصويت كتابة المرشحين وبأغلبية الأصوات وعلى دورتين. وقد خصص مقعدين لكل من الأقاليم ألافا والبسيط وآبلة وبسكاي وقونكة وغوادالاخارا وغيبوثكوا وولبة ولا ريوخا وماتنزاس وبالنثيا وبينار دل ريو وكاماغوي وسانتا كلارا وكانتابريا وسانتياغو دي كوبا وشقوبية وسوريا وتيروال وبلد الوليد وسمورة، في حين خصصت ثلاثة مقاعد لكل مقاطعة من المقاطعات المتبقية أي ما مجموعه 147 مقعدا. خصصت 33 مقعدا الباقية على ثلاث فئات:
- أعضاء بالمجلس حسب حقوقهم الذاتية. وشملت سلالة الملك بالإضافة إلى وريث واضح أو ولي العهد والنبلاء الإسبان من الدرجة الأولى وجنرالات الجيش برتبة كابتن جنرال أدميرالات البحرية وبطريرك الإنديز والمطارنة وآخرين غيرهم.
- أعضاء عينهم الملك مدى الحياة.
- أعضاء الجامعات ومجالس المدن والأكاديمية الملكية للتاريخ والأكاديمية الملكية للطب وغيرهما من الأكاديميات. بالإضافة إلى الوزراء وجمعيات أصدقاء البلد والمجتمعات الاقتصادية الأخرى.[6][7][8]

ويشترط أن يكون أعضاء مجلس الشيوخ المنتخبين قد خدموا عشر سنوات، وتفاوت مدة عضويتهم بحيث نصف هذه المقاعد مخصصة للتعيين كل خمس سنوات. ويحق للملك حل كامل القسم المنتخب لمجلس الشيوخ فاتحا باب التعيين لجميع الأعضاء.

## النتائج

### مجلس النواب
| |                                             |                                             |                                             |          |         |         |
| الأحزاب والتحالفات | الأحزاب والتحالفات                          | الأحزاب والتحالفات                          | الأحزاب والتحالفات                          | المقاعد  | المقاعد | المقاعد |
| الأحزاب والتحالفات | الأحزاب والتحالفات                          | الأحزاب والتحالفات                          | الأحزاب والتحالفات                          | الإجمالي | المقاعد | +/−     |
| | الليبرالي–وزاري                             |                                             | الليبرالي (PL)                              | 272      | 268     | +170    |
| | الليبرالي–وزاري                             | الملكيين الباسك (Din.v)                     | 4                                           | 272      | +3      |         |
| | الاتحاد المحافظ (UC)                        | الاتحاد المحافظ (UC)                        | الاتحاد المحافظ (UC)                        | 82       | 82      | +70     |
| | التكتل الجمهوري                             |                                             | التكتل الجمهوري (FR)                        | 18       | 9       | +9      |
| | التكتل الجمهوري                             | ديموقراطيون جمهوريون مستقلون (Pos.i)        | 6                                           | 18       | +2      |         |
| | التكتل الجمهوري                             | الحزب الجمهوري المركزي (PRC)                | 2                                           | 18       | +2      |         |
| | التكتل الجمهوري                             | الجمهوريون البلاسكوين (Blasq.rep)           | 1                                           | 18       | +1      |         |
| | حزب المحافظين الليبرالي–التطوانيين (C.tet)1 | حزب المحافظين الليبرالي–التطوانيين (C.tet)1 | حزب المحافظين الليبرالي–التطوانيين (C.tet)1 | 9        | 9       | –262    |
| | حزب الإصلاح الليبرالي (PLR)                 | حزب الإصلاح الليبرالي (PLR)                 | حزب الإصلاح الليبرالي (PLR)                 | 6        | 6       | +6      |
| | الطائفة التقليدية (CT)                      | الطائفة التقليدية (CT)                      | الطائفة التقليدية (CT)                      | 6        | 6       | –4      |
| | مستقلون كاثوليك (Cató.i)                    | مستقلون كاثوليك (Cató.i)                    | مستقلون كاثوليك (Cató.i)                    | 1        | 1       | ±0      |
| | مستقلون (Indep)                             | مستقلون (Indep)                             | مستقلون (Indep)                             | 7        | 7       | +5      |
| | غير محددين                                  | غير محددين                                  | غير محددين                                  | 0        | 0       | –2      |
| |                                             |                                             |                                             |          |         |         |
| الإجمالي | الإجمالي                                    | الإجمالي                                    | الإجمالي                                    | 401      | 401     | ±0      |
| |                                             |                                             |                                             |          |         |         |
| مصدر |                                             |                                             |                                             |          |         |         |
| هوامش: 1 حزب المحافظين (إسبانيا) – Tetuanists results are compared to Liberal Conservative Party totals in the 1896 election. |                                             |                                             |                                             |          |         |         |
| هوامش: |                                             |                                             |                                             |          |         |         |
| 1 حزب المحافظين (إسبانيا)–Tetuanists results are compared to Liberal Conservative Party totals in the 1896 election.          |                                             |                                             |                                             |          |         |         |

| \| المقاعد \| المقاعد \| المقاعد \| المقاعد \| المقاعد \| \| ------------- \| ------------- \| ------- \| ------- \| ------- \| \| \| \| \| \| \| \| PL \| PL \| \| 67.83% \| 67.83% \| \| UC \| UC \| \| 20.45% \| 20.45% \| \| FR \| FR \| \| 4.49% \| 4.49% \| \| C.tet \| C.tet \| \| 2.24% \| 2.24% \| \| PLR \| PLR \| \| 1.50% \| 1.50% \| \| CT \| CT \| \| 1.50% \| 1.50% \| \| Cató.i \| Cató.i \| \| 0.25% \| 0.25% \| \| مستقل (سياسة) \| مستقل (سياسة) \| \| 1.75% \| 1.75% \| |               |  |        |        |
| المقاعد |               |  |        |        |
| |               |  |        |        |
| PL | PL            |  | 67.83% | 67.83% |
| UC | UC            |  | 20.45% | 20.45% |
| FR | FR            |  | 4.49%  | 4.49%  |
| C.tet | C.tet         |  | 2.24%  | 2.24%  |
| PLR | PLR           |  | 1.50%  | 1.50%  |
| CT | CT            |  | 1.50%  | 1.50%  |
| Cató.i | Cató.i        |  | 0.25%  | 0.25%  |
| مستقل (سياسة) | مستقل (سياسة) |  | 1.75%  | 1.75%  |